# Karun
Il Karun è un fiume dell'Iran di 720 km di lunghezza che si getta nello Shatt al-'Arab.
Le sue fonti sono sui monti Zard-Kuh, nella catena dei Monti Zagros. Nelle vicinanze della città di Ahvaz ha una portata media di 575 m³/s.

## Galleria d'immagini

Immagine del ponte di Ahvaz